# サン・セバスティアン・ギプスコアBC
サン・セバスティアン・ギプスコア・バスケットクラブ S.A.D.(San Sebastián Gipuzkoa Basket Club, S.A.D.)は、スペイン・サン・セバスティアンを本拠地とするプロバスケットボールチーム。2023-2024シーズンはLEBオロに所属している。

## スポンサー名称
- 2001-2002 ダタックGBC (Datac GBC)
- 2002-2004 なし
- 2004-2009 ブルエサGBC (Bruesa GBC)
- 2009-2013 ラグン・アロGBC (Lagun Aro GBC)

## 歴史
2001年にギプスコアBCとして結成され、サン・セバスティアン市営のポリデポルティーボ・ムニシパル・J.A.ガスカをホームアリーナとして使用していた。2005-06シーズンにLEBオロ（2部）で優勝し、初のリーガACB（1部）昇格を果たした。2006年には規定に則ってチーム名称をサン・セバスティアン・ギプスコアBCに変更し、ホームアリーナを闘牛場でもあるサン・セバスティアン・アレナ2016（プラサ・デ・トロス・デ・イリュンベ）に変更した。2006-07シーズンには18位でLEBオロに降格したが、2007年にパブロ・ラソがヘッドコーチに就任すると、2007-08シーズン後に再びリーガACBに昇格した。5位となった2011-12シーズンにはアンディ・パンコがリーガACB得点王・最優秀選手賞を受賞し、オールACBチームにパンコとセルジ・ビダルが選ばれた。2012-13シーズン後には17位でLEBオロに降格するはずだったが、CBアタプエルカとCBルセントゥム・アリカンテがリーグ参加資格を得られなかったため、サン・セバスティアン・ギプスコアBCがリーガACB残留となった。

## トロフィーと賞

### トロフィー
- LEBオロ: (1)
  - 2006

### 個人賞
- リーガACB最優秀選手賞
  - アンディ・パンコ : 2012

- オールACBチーム
  - アンディ・パンコ : 2012
  - セルジ・ビダル : 2012

## 歴代ヘッドコーチ
- 2001-2002 アイトル・ウリオンド
- 2004-2007 ポンフィリオ・フィサック
- 2007-2011 パブロ・ラソ
- 2011-2014 シト・アロンソ
- 2014-2015 ハウメ・ポンサルナウ
- 2015-2018 ポンフィリオ・フィサック
- 2018-2019 セルヒオ・バルデオルミリョス
- 2019-2021 マルセロ・ニコラ
- 2021-2023 ロレンソ・エンシーナス
- 2023- ミケル・オドリオソラ

## 歴代ホームアリーナ
- 2001-2006 ポリデポルティーボ・ムニシパル・J.A.ガスカ
- 2006- サン・セバスティアン・アレナ2016（プラサ・デ・トロス・デ・イリュンベ）

## 過去の成績
| シーズン | 部     | ディビジョン | 順位   | プレーオフ | レギュラーシーズン記録 | プレーオフ記録 | コパ・デル・レイ | その他のカップ戦 | その他のカップ戦 |
| -------- | ------ | ------------ | ------ | ---------- | ---------------------- | -------------- | ---------------- | ---------------- | ---------------- |
| 2001-02  | 3部    | LEB 2        | 11位   | -          | 13勝17敗               | -              | -                | -                | -                |
| 2002-03  | 不参加 | 不参加       | 不参加 | 不参加     | 不参加                 | 不参加         | 不参加           | 不参加           | 不参加           |
| 2003-04  | 不参加 | 不参加       | 不参加 | 不参加     | 不参加                 | 不参加         | 不参加           | 不参加           | 不参加           |
| 2004-05  | 3部    | LEB 2        | 5位    | ベスト8    | 21勝9敗                | 2勝3敗         | -                | コパLEB 2        | SF               |
| 2005-06  | 2部    | LEBオロ      | 1位    | 昇格       | 19勝15敗               | 7勝0敗         | -                | -                | -                |
| 2006-07  | 1部    | リーガACB    | 18位   | 降格       | 8勝26敗                | -              | -                | -                | -                |
| 2007-08  | 2部    | LEBオロ      | 2位    | 昇格       | 24勝10敗               | 4勝0敗         | -                | コパ・プリンシペ | SF               |
| 2008-09  | 1部    | リーガACB    | 12位   | -          | 11勝21敗               | -              | -                | -                | -                |
| 2009-10  | 1部    | リーガACB    | 14位   | -          | 13勝21敗               | -              | -                | -                | -                |
| 2010-11  | 1部    | リーガACB    | 14位   | -          | 12勝22敗               | -              | -                | -                | -                |
| 2011-12  | 1部    | リーガACB    | 5位    | ベスト8    | 19勝15敗               | 1勝2敗         | ベスト8          | -                | -                |
| 2012-13  | 1部    | リーガACB    | 17位   | 残留       | 8勝26敗                | -              | -                | -                | -                |
| 2013-14  | 1部    | リーガACB    | 10位   | -          | 16勝18敗               | -              | ?                | ?                | ?                |
| 2014-15  | 1部    | リーガACB    |        |            |                        |                | ?                | ?                | ?                |

## 歴代所属選手
- フェデリコ・カメリッチ
- ルーカス・ファッジャーノ
- ハイメ・エチェニケ
- セルジ・ビダル
- ラウル・ネト
- ニコロス・ツキティシュビリ
- アレックス・マーフィー
- ヤン・スパン
- ヘンク・ノレス
- ロランダス・ヤクスタス
- エーギル・ステイナルソン
- チャールズ・バートン
- ウィリアム・マガリティ
- ヴャチェスラヴ・ボブロフ
- マリオ・ドゥラス
- ドマゴイ・プロレタ
- ダニエル・クラーク
- ディノ・ラドンチッチ
- カラモ・ジャワラ
- ケニー・チェリー
- アブドゥライエ・エンドイエ
- モハメド・バロ
- ビラム・ファイ
- ケニー・アデレケ（英語版）
- バーナード・ホプキンス（英語版）
- アンディ・パンコ（英語版）
- ルー・ロウ（英語版）
- デヴィン・スミス（英語版）
- キンテル・ウッズ（英語版）
- マイケル・カールソン
- ジャクソン・カペル
- ジョーダン・スウィング
- ジョニー・ディー
- アダム・ソラッツォ
- ベンジャミン・シモンズ
- カイル・マラーズ
- ジャスティン・ジャウォースキー
- デイビッド・ドブラス
- セルジオ・ピノ
- リカルド・ウリス
- ランデル・ラサ
- ジョアン・パルディナ
- ペレ・トマス
- ミケル・モトス
- シャビエル・オロス
- アイトール・スビサレッタ
- アンデル・マルティネス